# Narathura vandenberghi
Narathura vandenberghi är en fjärilsart som beskrevs av Corbet 1941. Narathura vandenberghi ingår i släktet Narathura och familjen juvelvingar. Inga underarter finns listade i Catalogue of Life.